# 913 Otila
913 Otila
913 Otila là một tiểu hành tinh kiểu S vành đai chính trong nhóm Flora.